# 史康成
史康成（1949年—），汉族，中华人民共和国政治人物、第十一届全国政协委员。
加入中国共产党，担任中国奥委会反兴奋剂委员会办公室主任。2008年，当选第十一届全国政协委员，代表体育界，分入第四十三组。并担任教科文卫体委员会专委。